# 陽はわかし
「陽はわかし（大阪市民の歌）」（ひはわかし おおさかしみんのうた）は日本の政令指定都市の1市で、大阪府の府庁所在地である大阪市の市民愛唱歌である。作詞・名谷龍生（長谷川龍生）、作曲・織田辰男、編曲・大澤壽人。

## 解説
大阪市の正式な市歌は1921年（大正10年）に制定され、現在も演奏されている「大阪市歌」（作詞・堀沢周安、作曲・中田章）であるが、1953年（昭和28年）に市歌とは別の新たな「市民の歌」を選定することが大阪市と大阪市教育委員会によって企画された。歌詞は一般公募の入選作であるが、入選者の名谷龍生（本名）は後に「長谷川龍生」のペンネームで詩人として大成している。作曲も公募によるもので、編曲を担当したのはABCラジオ専属で活動し『ABCホームソング』の立ち上げを主導した大澤壽人であったが本曲の作業を終えてまもなく脳溢血のため47歳で急逝した。
11月3日に開催された「文化の日を讃える会」で初演奏が行われ、翌1954年（昭和29年）にビクターレコード（現在のJVCケンウッド・ビクターエンタテインメント）から藤井典明が歌唱するSP盤が発売された。このSP盤では「陽はわかし」がB面に収録されており、A面には市丸と宇都美清が歌う市民音頭「踊りゃ輪になる花になる」（作詞・山内隆、作曲・樋口昌道、編曲・小沢直与志）が収録されている。
現在は元から存在した「大阪市歌」と対照的に市の行事で「陽はわかし」が演奏される機会はほぼ失われているが、1982年（昭和57年）に刊行された『大阪のうた』に歌詞と楽譜が収録されている。また、1959年（昭和34年）には大阪市の市制70周年を記念して2曲目の市民愛唱歌「あなたの胸に わたしの胸に」が作成された。